# 羊飼いの礼拝 (ヨルダーンス)
『羊飼いの礼拝』（ひつじかいのれいはい、蘭: Aanbidding door de herders、英: The Adoration of the Shepherds）は、フランドルのバロック期の画家ヤーコプ・ヨルダーンスが1616年ごろ、キャンバス上に油彩で制作した絵画である。『新約聖書』の「ルカによる福音書」 (2章8-20) に記述されている羊飼いたちによる新生児イエス・キリストの礼拝を主題としている。この主題はキリスト教美術で頻繁に描かれたものであるが、ヨルダーンスは自身の芸術らしく、民衆的、世俗的で田舎の雰囲気に溢れた情景として描き出した。作品は1979年に購入されて以来、アントウェルペン王立美術館に所蔵されている。

## 作品
本作は、人物たちを強い光で照らし出す劇的な明暗の対比を特徴としている。イタリア・バロック絵画の巨匠カラヴァッジョが発展させたこの様式は、アブラハム・ヤンセンスやピーテル・パウル・ルーベンスを介してヨルダーンスが生涯を過ごしたアントウェルペンに伝えられた。夜景を表す主題の「羊飼いの礼拝」は、ヨルダーンスにとって明暗の対比による演出を用いるための格好の題材となったのである。ちなみに、1609年にルーベンスが描いた『羊飼いの礼拝』 (聖パウロ教会、アントウェルペン) は、本作に大きな影響を与えたと考えられる。
ベツレヘムでのイエス降誕の夜、寝ずの番をしていた羊飼いたちは、天使たちにより「すべての民に与えられる大きな喜び」であるイエスの誕生を知らされ、聖母マリアと聖ヨセフ、そして飼い葉桶に寝かせてあった幼子イエスのもとにやってきた。画面には、幼子イエスの姿を見ようとする羊飼いたちがひしめき合っている。彼らは右側の女が持つロウソクの明かりによって照らし出され、さらに背後の暗がりにいる聖ヨセフが手にするランプ、および画面上部右側に見える地平線の夜明けの光が画面に複雑な光の効果を生み出している。
本作はマリアの乳房を強調している点も特徴となっている。彼女は乳房を左手で押さえながら、親指をしゃぶるイエスのほうに近づけようとしている。15世紀のネーデルラント絵画においても、このような身振りを示す「授乳の聖母」の図像が見出されるが、本作のように現実の授乳を想起させるように描かれることはなかった。このような日常的現実感を打ち出すことは、ヨルダーンスの絵画の大きな特質である。
画面には、前景右側で跳び上がる犬、左の女が出産祝いとして持ってきた2羽の鶏、イエスが寝かせられている飼い葉おけの麦藁が描かれ、情景の日常的現実感を高めている。しかし、後者2つのモティーフには、将来のイエスにまつわる象徴的な意味も込められていると考えられる。すなわち、鶏は聖ペテロが鶏が2度鳴くまでにイエスを知らないと3度否定すること (「マルコによる福音書」14:66-72) を、麦藁は聖餐の秘蹟におけるイエスの身体となるパンを想起させるのである。
なお、ニューヨークのメトロポリタン美術館には本作より少し前の1616年に描かれた『羊飼いの礼拝』が収蔵されている。メトロポリタン美術館の作品も本作同様、ロウソクと火が熾された炭による人工の光源を持ち、劇的な明暗法を特徴としている。ヨルダーンスは他にも、現在グルノーブル美術館、マウリッツハイス美術館に所蔵されている『羊飼いの礼拝』をそれぞれ1617年ごろと1618年ごろに描いている。

## ギャラリー

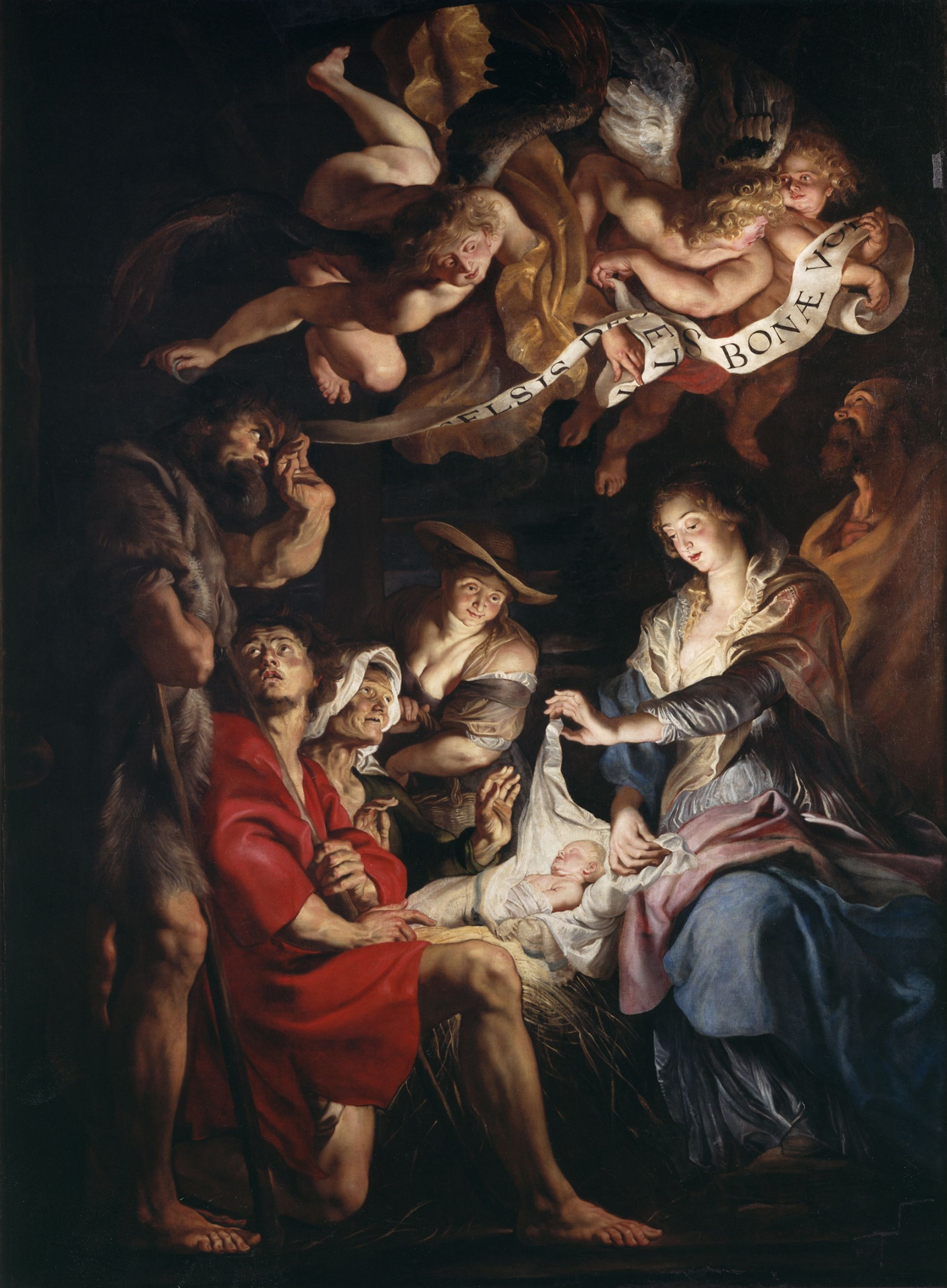
ピーテル・パウル・ルーベンス『羊飼いの礼拝』 (1609年、聖パウロ教会、アントウェルペン)
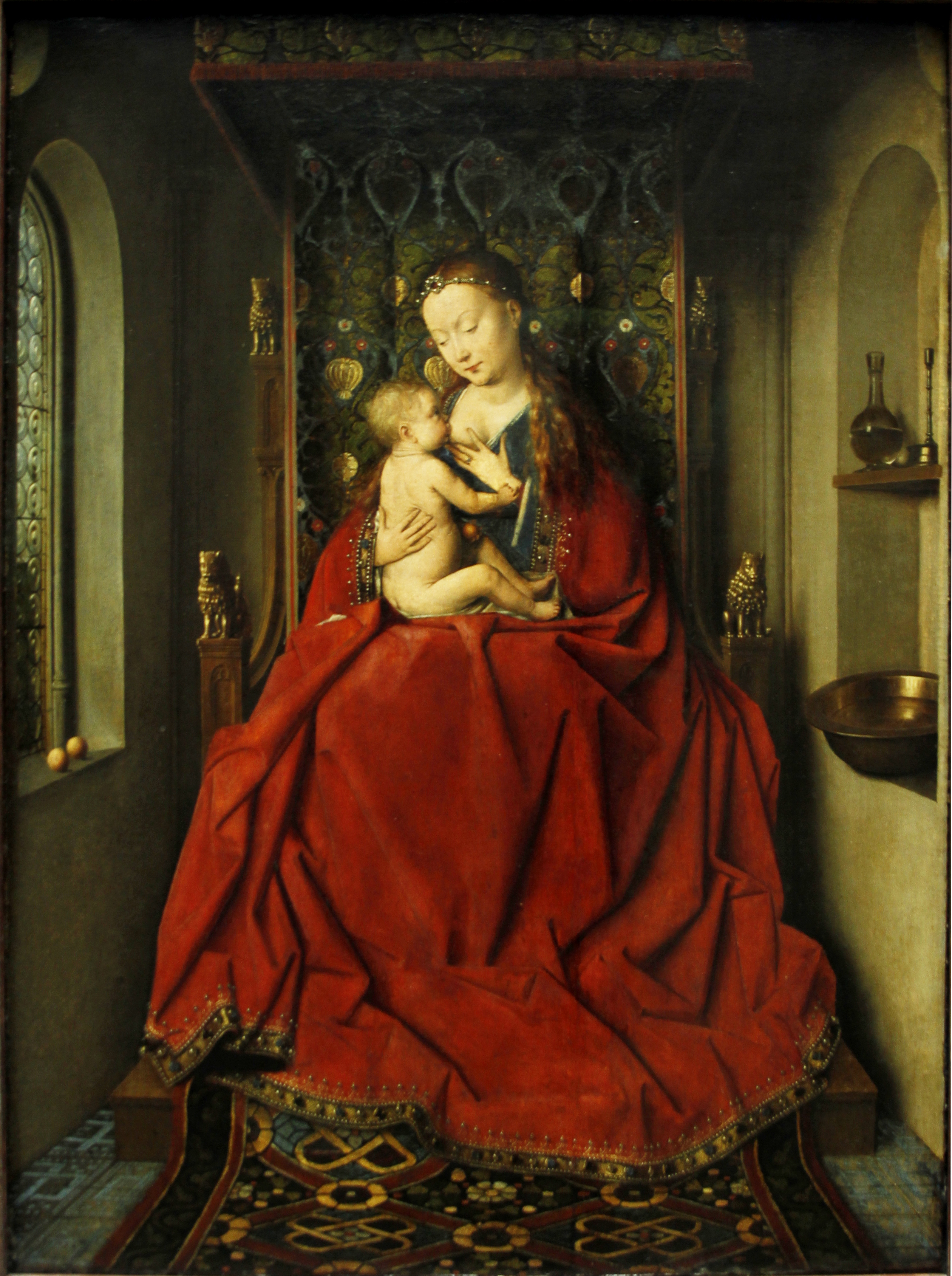
ヤン・ファン・エイク『ルッカの聖母』 (1436年、シュテーデル美術館、フランクフルト)
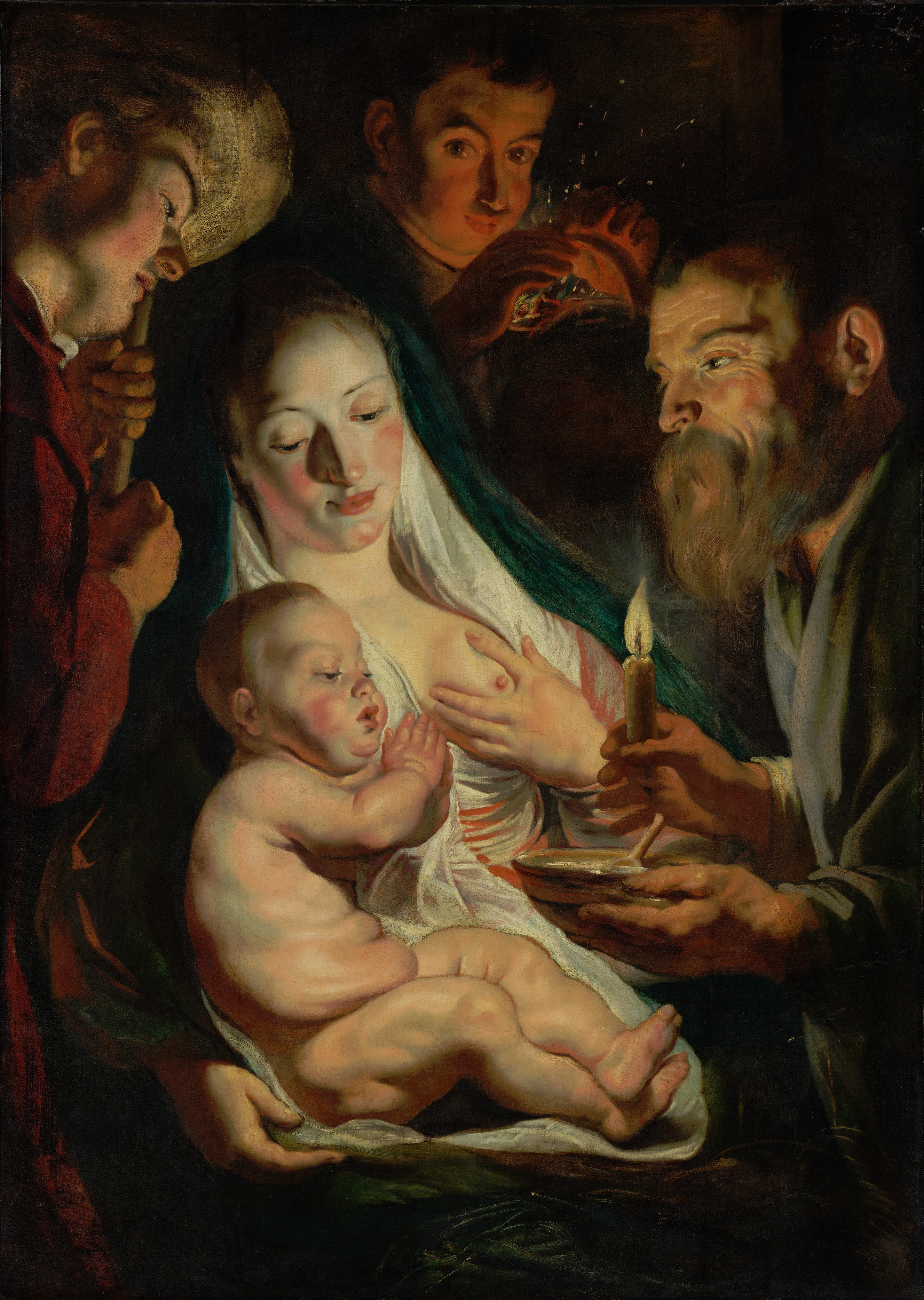
ヤーコプ・ヨルダーンス『羊飼いの礼拝』 (1616年、メトロポリタン美術館、ニューヨーク)
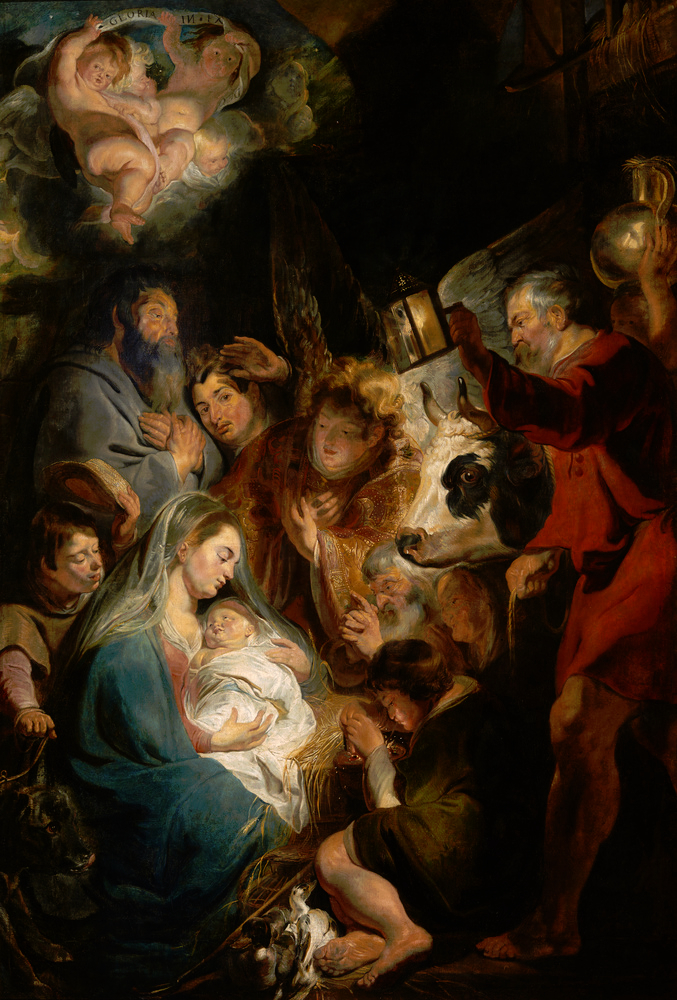
ヤーコプ・ヨルダーンス『羊飼いの礼拝』 (1617年ごろ、グルノーブル美術館)
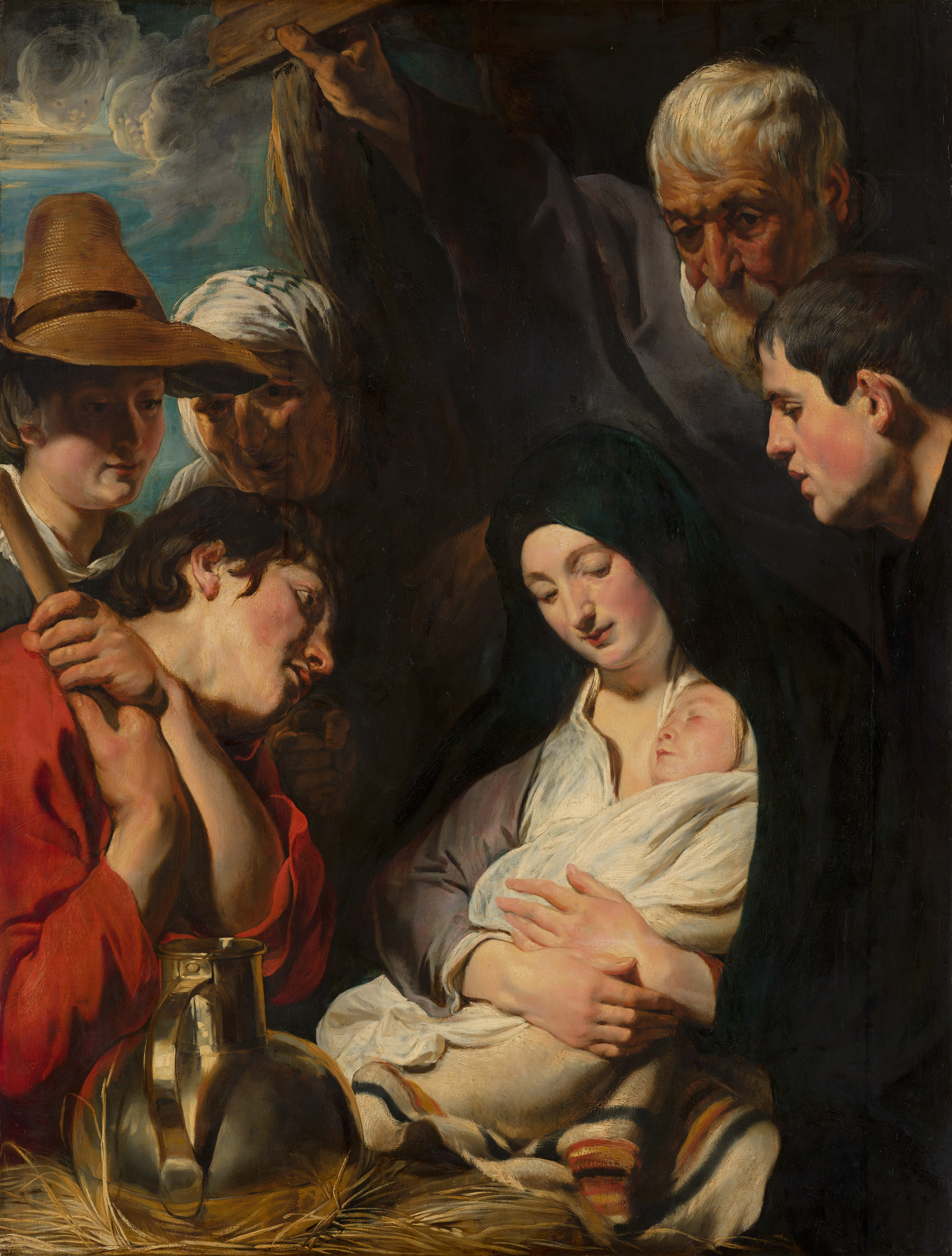
ヤーコプ・ヨルダーンス『羊飼いの礼拝』 (1618年ごろ、マウリッツハイス美術館、デン・ハーグ)